# Preghiera ebraica
(Salmo 19:14, Siddur, Tefillà sett.)

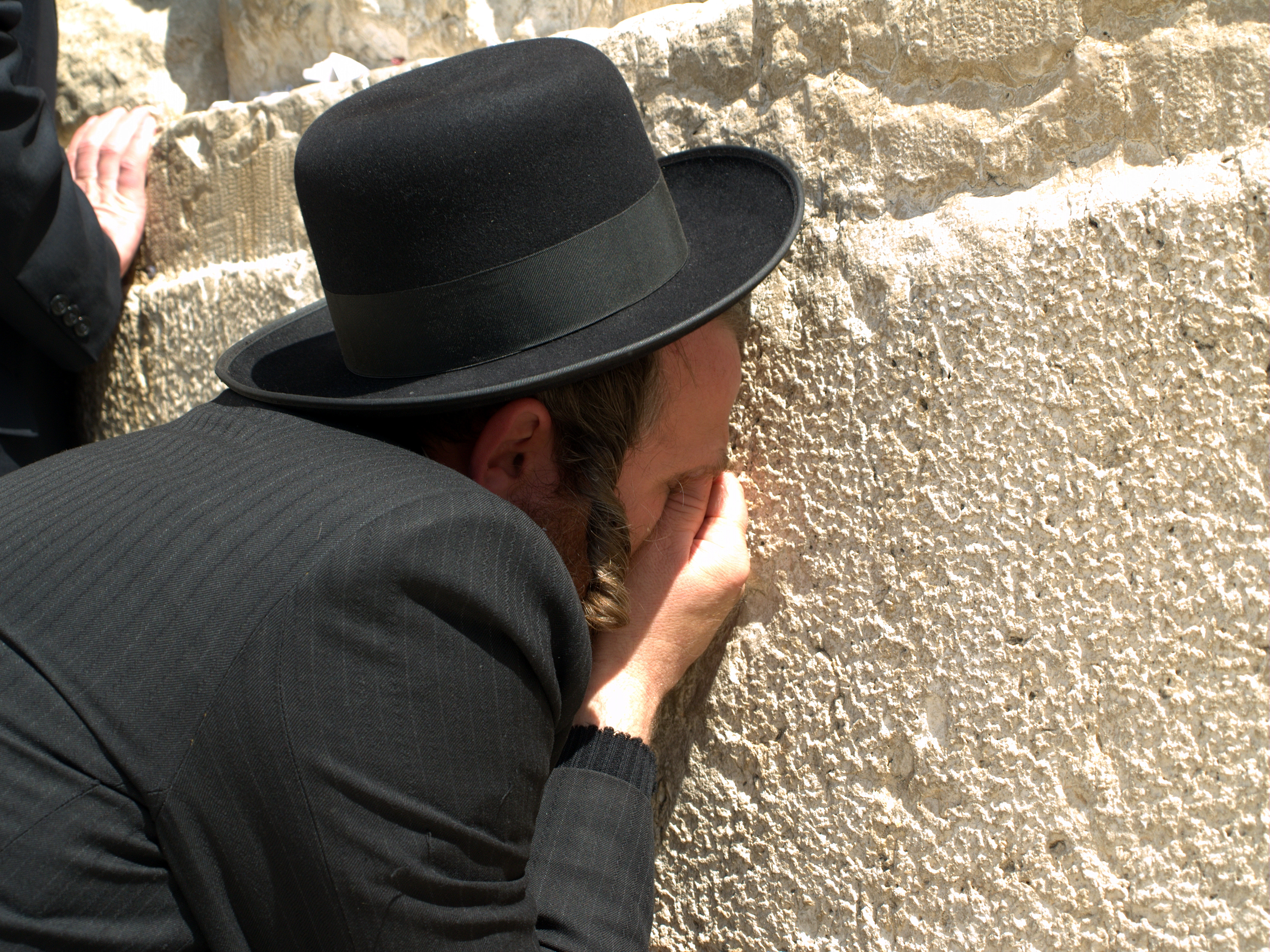
Ebreo ortodosso in preghiera al Muro Occidentale di Gerusalemme.

Preghiera ebraica (in ebraico תְּפִלָּה ‎?, tefilláh; plurale in ebraico תְּפִלּוֹת‎?, tefillót; in yiddish תּפֿלה tfíle, plurale תּפֿלות tfíllos) indica la recitazione di testi eucologici che formano parte dell'osservanza e pratica dell'ebraismo.  Tali testi, spesso con istruzioni e commentario, si trovano sia nel siddur, il libro con le preghiere ebraiche per i giorni feriali e lo Shabbat che nel machzor con le preghiere dei giorni festivi.
Grazie alla tradizione tre funzioni di preghiere sono recitate quotidianamente:
1. Shacharit o Shaharit (שַחֲרִת), dall'ebraico: shachar o shahar (שַחָר) "luce mattutina";
2. Mincha o Minha (מִנְחָה), le preghiere pomeridiane chiamate col nome dell'offerta di farina che accompagnava i sacrifici del Tempio di Gerusalemme;
3. Arvit (עַרְבִית) o Ma'ariv (מַעֲרִיב), "vespro";

Preghiere aggiuntive:
- Musaf (מוּסָף, "aggiunta") sono recitate dalle congregazioni di ebrei ortodossi e conservatori nello Shabbat e durante le principali Festività ebraiche (incluse Chol HaMoed) e Rosh Chodesh.
- Un quinto servizio di preghiera, il Ne'ilah (נְעִילָה, "chiusura"), viene recitato solo alla fine del Yom Kippur, il Giorno dell'Espiazione.

Secondo il Talmud, la preghiera è un comandamento biblico ed il Talmud fornisce due ragioni perché ci siano tre preghiere basilari: per ricordare i sacrifici quotidiani al Tempio di Gerusalemme; ciascuno dei Patriarchi ha istituito una preghiera: Abramo il mattino, Isacco il pomeriggio e Giacobbe la sera. Viene fatta distinzione tra la preghiera individuale e la preghiera comune che richiede un quorum noto come minian ed è preferibile in quanto consente l'inclusione di preghiere che altrimenti dovrebbero essere omesse.
Maimonide (1135–1204 e.v.) racconta che fino all'Esilio babilonese (586 a.e.v.), tutti gli ebrei componevano le loro proprie preghiere ma in seguito i saggi della Grande Assemblea formularono le parti principali del siddur. Studi moderni risalenti al movimento "Wissenschaft des Judentums" della Germania del XIX secolo, come anche le analisi testuali recentemente influenzate dalla scoperta dei Manoscritti del Mar Morto, suggeriscono che esistevano in quel periodo "formule liturgiche di carattere comunitario dedicate ad occasioni particolari e condotte in un centro totalmente indipendente da Gerusalemme e dal Tempio, e che facevano uso di terminologia e di concetti teologici che divennero poi dominanti nella preghiera ebraica e, in alcuni casi, in quella cristiana". Il linguaggio di tali preghiere, mentre chiaramente risalente al periodo del Secondo Tempio (516 a.e.v.–70 e.v.), spesso usa un idioma biblico.  I libri di preghiera ebraici emersero durante l'inizio del Medioevo, durante il periodo dei Gheonim di Babilonia (VI–XI secolo e.v.)
Nel corso degli ultimi duemila anni sono emerse variazioni nell'ambito delle tradizionali liturgie (Minhag) delle varie comunità ebraiche come quella ashkenazita, sefardita, yemenita, chassidica, ed altre – tuttavia le divergenze sono minori rispetto alle convergenze. La maggior parte della liturgia ebraica viene cantata o cantilenata con melodie tradizionali o cantillazioni. Le sinagoghe possono designare o impiegare uno chazzan (cantore) professionista o laico, al fine di guidare la congregazione nella preghiera, in particolare durante lo Shabbat e/o le Festività ebraiche.

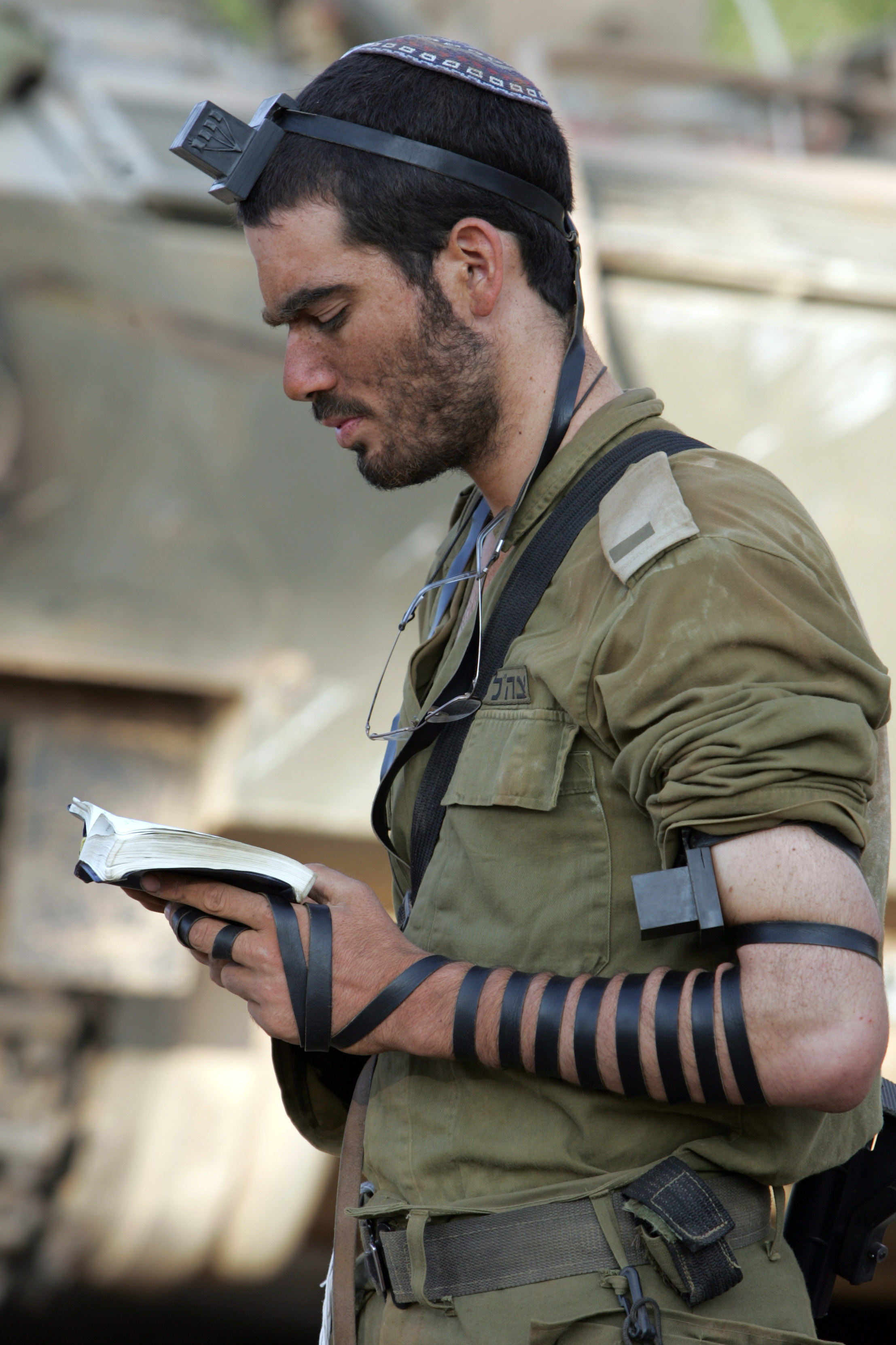
Un soldato (lo scrittore Asael Lubotzky) in preghiera con i filatteri (tefillin).

## Origine e storia della preghiera ebraica

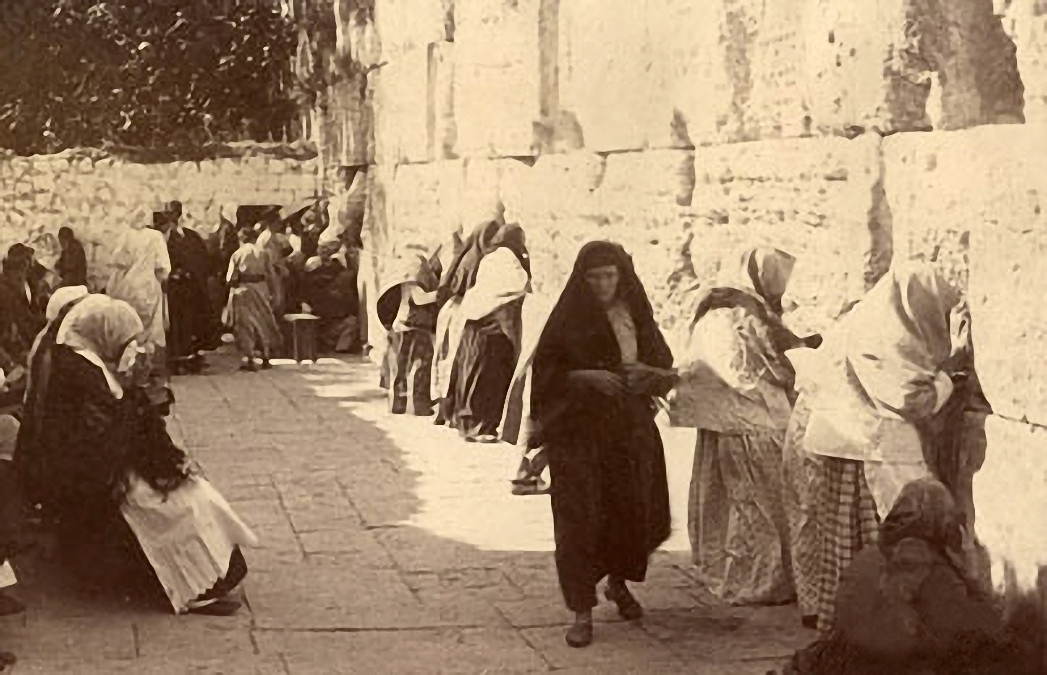
Donne ebree che pregano al Muro Occidentale nei primi anni del Novecento.

### Origine biblica
Secondo il Talmud (Trattato Taanit 2a) la preghiera è un comandamento biblico: "Servirai Dio con tutto il tuo cuore. (Deuteronomio 11:13) Quale servizio è effettuato con il cuore? La preghiera."  Le preghiere sono quindi chiamate Avodah sheba-Lev ("Servizio che risiede nel cuore"). Il rinomato rabbino Maimonide similmente codifica la preghiera come comando biblico, non il numero e i tempi delle preghiere.
Il Talmud (Trattato Berachoth 26b) fornisce due ragioni per l'esistenza di tre preghiere basilari:
1. Ogni servizio (liturgico) era stato istituito in parallelo con un atto sacrificale al Tempio di Gerusalemme: l'offerta (korban) Tamid mattutina, il Tamid pomeridiano e la bruciatura notturna di quest'ultima offerta.
2. Secondo Rabbi Jose bar Hanina, ognuno dei Patriarchi aveva istituito una singola preghiera: Abramo quella della mattino, Isacco quella del pomeriggio e Giacobbe quella serale. Questa tradizione è comprovata dalle citazioni bibliche che dimostrano che i Patriarchi pregavano nei tempi menzionati. Comunque, anche secondo questa opinione, i tempi precisi di quando i servizi venivano officiati, come anche l'intero concetto del servizio mussaf, sono sempre basati sui sacrifici.

Ulteriori riferimenti biblici suggeriscono che Re David e il profeta Daniele pregavano tre volte al giorno. Nel Libro dei Salmi, David afferma: "Di sera, al mattino, a mezzogiorno mi lamento e sospiro 
ed egli ascolta la mia voce" (Salmi); nel Libro di Daniele: "Le finestre della sua stanza si aprivano verso Gerusalemme e tre volte al giorno si metteva in ginocchio a pregare e lodava il suo Dio, come era solito fare anche prima." (Daniele).
L'ebraismo ortodosso considera halakhah (legge ebraica) il requisito che gli uomini ebrei preghino tre volte al giorno e quattro volte nel giorno del Shabbat e delle Festività ebraiche principali, cinque volte per lo Yom Kippur. Le donne ebree ortodosse devono pregare quotidianamente ma senza un tempo specifico, mentre il sistema di preghiera quotidiana multipla viene considerato facoltativo. Anche l'ebraismo conservatore reputa obbligatorio il sistema halakhico dei servizi quotidiani multipli. Dal 2002, le donne ebree conservatrici assumono come obbligazione comunitaria di pregare con le stesse preghiere degli uomini. Le congregazioni dell'ebraismo riformato e dell'ebraismo ricostruzionista non considerano l‘halakhah vincolante e quindi reputano i tempi opportuni di preghiera come una decisione spirituale personale piuttosto che un requisito religioso.

### Testo e lingua

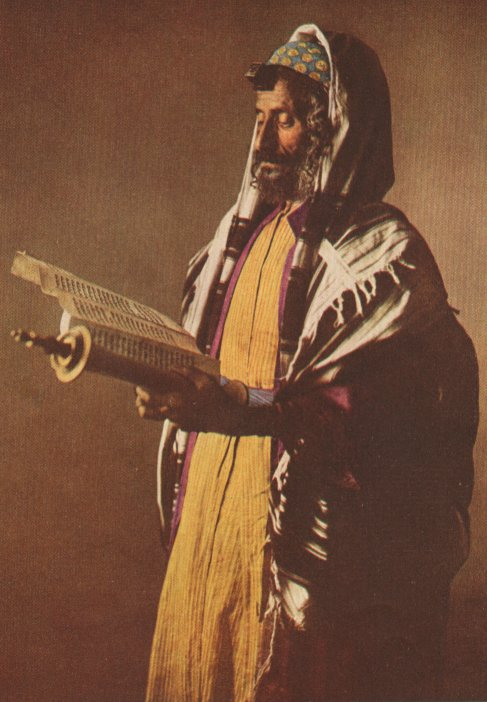
Ebreo yemenita in preghiera,
National Geographic Magazine, marzo 1914.

Secondo l'Halakhah tutte le preghiere individuali e quasi tutte le preghiere comunitarie si possono dire in qualsiasi lingua l'orante capisca. Ad esempio la Mishnah afferma che lo Shemà non deve necessariamente essere detto in ebraico Un elenco di preghiere che devono essere dette in ebraico è indicato nella Mishnah, e tra queste solo la Benedizione sacerdotale, siccome le altre sono preghiere che devono essere dette solo nel Tempio di Gerusalemme, da un sacerdote (Kohen), o da un re regnante.
Nonostante questo, la tradizione di tutte le sinagoghe ortodosse  è quella di utilizzare l'ebraico per tutte le preghiere, tranne poche, tra cui il Kaddish, che è sempre detto in aramaico, i sermoni e le istruzioni, per le quali viene utilizzata la lingua locale. In altre correnti dell'ebraismo vi è una notevole variabilità: le comunità sefardite possono usare il giudeo-spagnolo o il portoghese per molte preghiere; le sinagoghe conservatrici tendono ad utilizzare la lingua locale in misura diversa; in alcune sinagoghe riformate quasi l'intero servizio può essere recitato nella lingua locale.
Maimonide (Mishneh Torah, "Leggi della Preghiera" 1:4) scrive che fino all'Esilio babilonese tutti gli ebrei componevano le loro personali preghiere. Però, dopo l'esilio, i saggi del tempo (uniti nella "Grande Assemblea") capirono che le attitudini della gente erano insufficienti per continuare tale pratica e composero quindi le porzioni principali del siddur, come la  Amidah.  Le origini delle preghiera ebraica moderna si ritrovano nel periodo dei Tannaim (vedi cronologia a fine pagina), "dalle loro tradizioni, poi messe per iscritto, veniamo a sapere che la generazione dei rabbini attivi al momento della distruzione del Secondo Tempio (70 e.v.) assegnarono alla preghiera ebraica la sua struttura e, almeno in forma schematica, il suo contenuto." Questa liturgia includeva una recitazione dello Shemà due volte al giorno, la Amidah, o Shemoneh Esrei, tra cui 18 benedizioni recitate più volte al giorno, e la lettura pubblica della Torah a porzioni. I libri di preghiere più antichi risalgono al tempo dei Gheonim di Babilonia, "alcuni furono composti da autorevoli studiosi rabbinici su richiesta di lontane comunità in cerca di un testo autorevole di preghiere per uso quotidiano, per lo Shabbat e per i giorni festivi."
La lingua delle preghiere, pur essendo chiaramente del periodo del Secondo Tempio, utilizza spesso il linguaggio biblico e secondo alcune autorità non avrebbe termini rabbinici o mishnaici, a parte le sezioni della Mishnah che sono presenti nel testo.
Nel corso degli ultimi duemila anni le varie hanno apportato piccole variazioni nella liturgia tradizionale (Minhag) tra le diverse comunità, con ogni comunità che mantiene consuetudini liturgiche leggermente diverse. La differenza principale sussiste tra liturgie ashkenazite e sefardite, anche se esistono altre comunità (per es. gli ebrei yemeniti e i chassidim) che hanno abitudini diverse, preghiere varianti o speciali – ma le differenze sono molto minori rispetto ai punti in comune.

### Il Siddur
Le prime e più antiche parti della preghiera ebraica sono lo Shema Israel ("Ascolta Israele") (Deuteronomio 06:04 et seq.) e la Benedizione Sacerdotale (Libro dei Numeri 6:24-26), che sono nella Torah. Un insieme di diciotto (attualmente diciannove) benedizioni chiamate Shemoneh Esreh, o la Amidah (ebraico "[preghiera] in piedi"), è tradizionalmente attribuita alla Grande Assemblea nel tempo di Esdra, alla fine del periodo biblico.

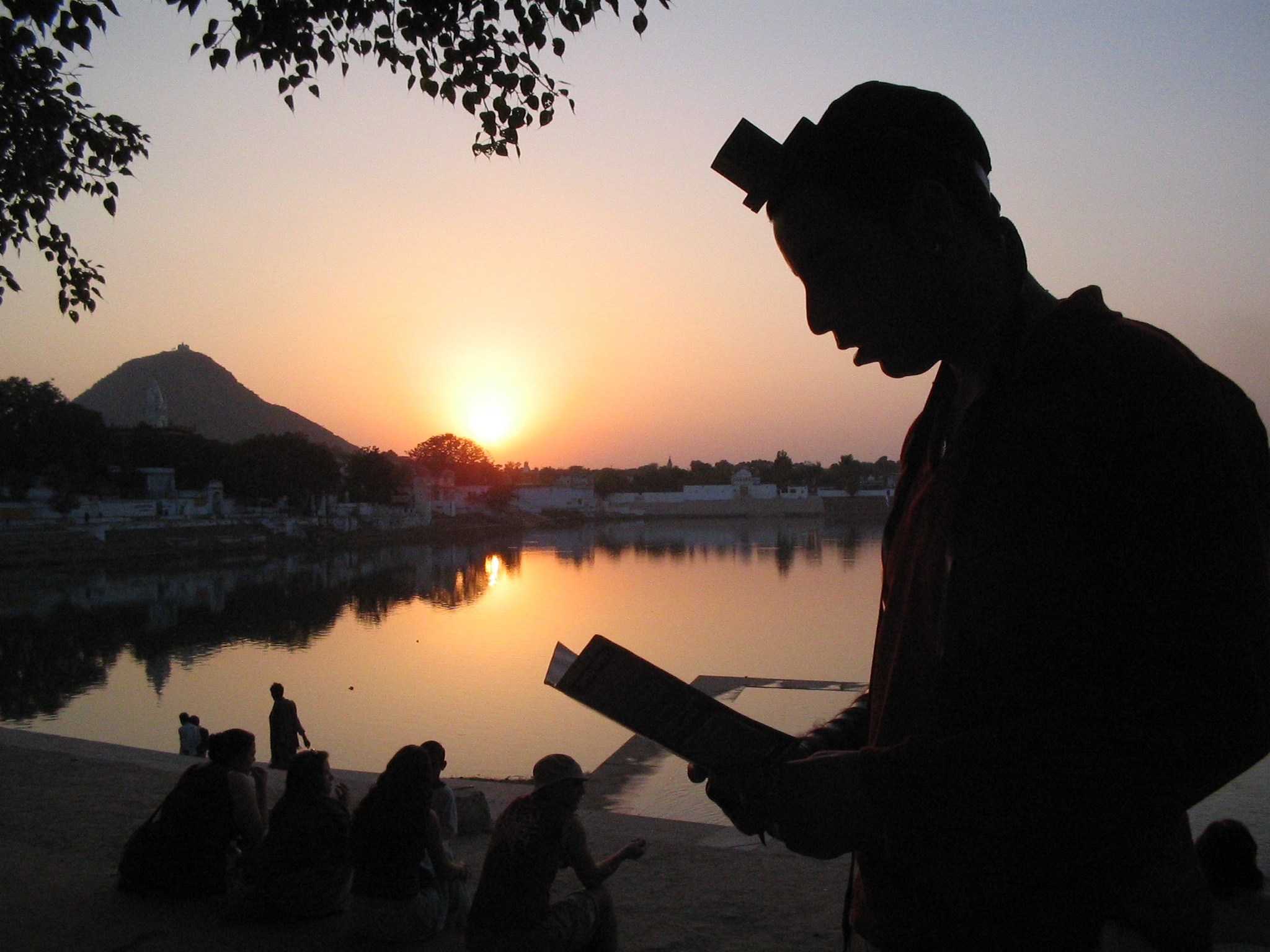
Escursionista israeliano in preghiera all'alba, indossando i Tefillin, presso la Casa Chabad di Pushkar, India.

Il nome Shemoneh Esreh, letteralmente "diciotto", è un anacronismo storico dal momento che ora contiene diciannove benedizioni. Fu solo verso la fine del Secondo Tempio che le diciotto preghiere dell'Amidah settimanale si sono uniformate. Ma anche a quel tempo la loro formulazione precisa ed il loro ordine non erano stati ancora fissati e variavano da luogo a luogo.
Secondo il Talmud, subito dopo la distruzione del Tempio di Gerusalemme una versione formale dell'Amidah fu adottata dal consiglio rabbinico in Yavne, sotto la guida di Rabban Gamaliel II e dei suoi colleghi. Tuttavia la precisa formulazione venne lasciata ancora aperta. L'ordine, le idee generali, le frasi di apertura e chiusura furono fissati. La maggior parte del testo fu affidata alla prerogativa del singolo lettore. Solo molti secoli più tardi la preghiera cominciò ad essere definita formalmente. Verso il Medioevo i testi delle preghiere vennero ufficialmente concordati nella forma in cui sono ancora in uso oggi.
Il siddur fu stampato dalla famiglia Soncino in Italia già nel 1486, sebbene venisse distribuito in massa ai fedeli solo nel 1865. Il siddur cominciò a comparire in vernacolo già nel 1538; la prima traduzione in inglese, fatta da Gamaliel ben Pedasur (pseudonimo), apparve a Londra nel 1738; una traduzione diversa venne distribuita Stati Uniti nel 1837.
Le letture dalla Torah (i cinque libri di Mosè - Pentateuco) e i Neviìm ("Profeti"), fanno parte dei servizi di preghiera. A questa struttura i vari saggi ebrei aggiunsero, di volta in volta, varie preghiere e, in particolare per le festività, numerosi inni.
La prima codificazione esistente del libro di preghiere fu elaborata da Rav Amram Gaon di Sūra, Babilonia, circa nell'anno 850 e.v. Mezzo secolo più tardi Rav Saadia Gaon, sempre a Sura, compose un suo siddur, in cui la materia rubricale è in arabo. Entrambi furono alla base dell'edizione  Machazor Vitry di Simha ben Samuele (XI secolo in Francia), che si basava sulle idee del suo maestro Rashi. Un'altra formulazione delle preghiere fu quella apposta da Maimonide alle "leggi della preghiera" nella sua Mishneh Torah: questa formulazione costituisce la base della liturgia yemenita, e ha avuto una certa influenza su altri riti. Da questo punto in avanti tutti i libri di preghiere ebraiche hanno avuto lo stesso ordine di base e di contenuti.

### Variazioni denominazionali

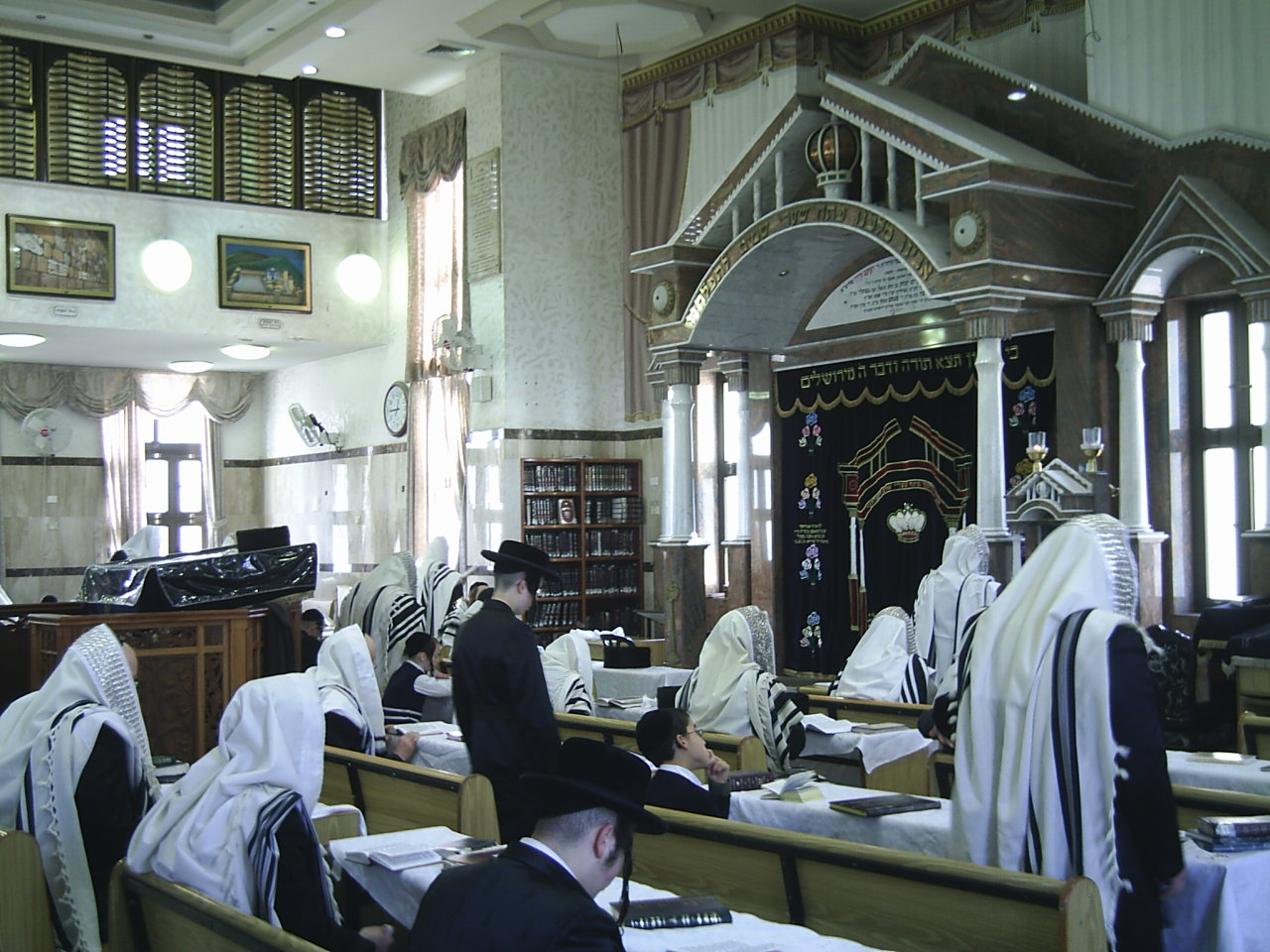
Luogo di preghiera: la sinagoga Satmar di Gerusalemme.

Le funzioni liturgiche conservatrici generalmente seguono lo stesso formato basilare dell'ebraismo ortodosso, con variazioni dottrinali e alcune preghiere in lingua locale. All'atto pratico però, esistono parecchie divergenze tra le congregazioni conservatrici stesse. In quelle tradizionaliste la liturgia può essere quasi identica a quella dell'ebraismo ortodosso, principalmente in ebraico (e aramaico), con qualche eccezione minore, compresa l'eliminazione di una sessione di studio sui sacrifici del Tempio, e le modifiche delle preghiere per il restauro del sistema sacrificale korban. Nelle sinagoghe più liberali ci sono maggiori modifiche del servizio, con fino a un terzo del servizio in lingua locale (inglese, francese, ecc.), l'abbreviazione od omissione di molte delle preghiere preparatorie, e la sostituzione di alcune preghiere tradizionali con forme più contemporanee. Ci sono alcune modifiche dovute a ragioni dottrinali, tra cui l'uso di un linguaggio non discriminatorio (tra i sessi), un minor numero di riferimenti al ripristino del korban al Tempio di Gerusalemme, e l'opzione di eliminare i ruoli speciali del Kohen e del Levita.
Le liturgie dell‘ebraismo riformato e di quello ricostruzionista si basano su elementi tradizionali, ma contengono un linguaggio più consono alla fede liberale che distingue questa corrente ebraica. Le varianti dottrinali generalmente includono la revisione o l'omissione di riferimenti a dottrine tradizionali come la risurrezione del corpo, un Messia personificato, e altri elementi dell'Escatologia ebraica tradizionale, la rivelazione divina della Torah sul Monte Sinai, gli angeli, i concetti di ricompensa e punizione, e altri elementi miracolosi e soprannaturali. I servizi sono spesso dal 40% al 90% in lingua locale.
L'ebraismo riformato ha compiuto notevoli modifiche al servizio tradizionale in accordo con la sua teologia più liberale, compresa l'esclusione di riferimenti agli aspetti tradizionali dell'escatologia ebraica, come un Messia personale, una risurrezione corporea dei morti, e altro. La parte del servizio in lingua ebraica è notevolmente abbreviata e modernizzata, e le preghiere tradizionali sostituite da quelle moderne. Inoltre, in sintonia con la loro tesi secondo cui le leggi dello Shabbat (compreso il divieto tradizionale di suonare strumenti) non sono applicabili a circostanze moderne, i servizi riformati spesso accompagnano la preghiera dello Shabbat con musica strumentale o registrata. Tutte le sinagoghe riformate sono paritarie rispetto ai ruoli dei due sessi.

## Filosofia della preghiera
Nella Filosofia ebraica e nella Letteratura rabbinica si osserva che il verbo ebraico per  preghiera - hitpallel התפלל - è in realtà la forma riflessiva di  palal פלל, "giudicare". Quindi, "pregare" definisce il concetto di "giudicare se stessi": in definitiva, lo scopo della preghiera — tefilah תפלה — è di provocare una trasformazione interiore.
Questa etimologia è consistente con il concetto ebraico della semplicità. Non è Dio che cambia tramite la nostra preghiera - l'uomo non influenza Dio come un imputato potrebbe influenzare un giudice che ha emozioni umane ed è soggetto a cambiamenti - piuttosto è l'uomo stesso che viene cambiato. Inoltre ciò concorda con l'opinione di Maimonide sulla Divina Provvidenza: la tefillà è il mezzo che Dio ha dato all'uomo con il quale egli può cambiare se stesso e quindi stabilire un nuovo rapporto con Dio, e di conseguenza un nuovo destino per sé stesso nella vita.

### L'approccio razionalista
In questa prospettiva l'obiettivo finale della preghiera è quello di contribuire alla formazione della persona tramite il concentrarsi sulla divinità con la filosofia e la contemplazione intellettuale. Questo approccio fu adottato da Maimonide e da altri razionalisti medievali.

### L'approccio educativo
In questa prospettiva la preghiera non è una conversazione. Piuttosto è intesa ad inculcare certi atteggiamenti nella persona che prega ma non di influenzarla superficialmente. Questo è stato l'approccio di Rabbenu Bachya, Yehuda Ha-Levi, Joseph Albo, Samson Raphael Hirsch e Joseph Soloveitchik.

### La prospettiva cabalistica
La Cabala (misticismo ebraico) usa una serie di kavanot, direzioni d'intento, per specificare il percorso che la preghiera deve seguire per arrivare al dialogo con Dio, per aumentare le possibilità di essere ascoltata favorevolmente. I cabalisti attribuiscono un significato più alto allo scopo della preghiera, che addirittura condiziona il tessuto stesso della realtà, ristrutturando e riparando l'universo in maniera efficace e profonda. In questa prospettiva, ogni parola di ogni preghiera, anzi, persino ogni lettera di ogni parola, ha un significato preciso e un effetto preciso. Le preghiere quindi influenzano letteralmente le forze mistiche dell'universo e riparano l'architettura della Creazione.
Questo approccio viene assunto dagli ashkenaziti Chassidei (pietisti tedeschi del Medioevo), dallo Zohar, dalla tradizione cabalistica di Isaac Luria, da Mosè Luzzatto, dalla maggioranza dei Chassidim, dal Gaon di Vilna e da Jacob Emden.

## Metodologia e terminologia

### I termini del pregare
Daven è un termine esclusivamente yiddish orientale ed è un verbo che significa "pregare"; viene usato frequentemente degli ebrei ortodossi ashkenaziti. In Yinglish è stato anglicizzato come davening. L'origine della parola è oscura ma si pensa che sia pervenuta dal Francese medio: divin (abbreviazione di office divin, ufficio/servizio divino), altri sostengono anche che sia derivato da una parola slava che significa "dare" (russo: давать, davat‘). Altri asseriscono che sia originaria da parola aramaica, "de'avoohon" o "d'avinun", che significa "dei loro/nostri avi" siccome le tre preghiere sono state create da Abramo, Isacco e Giacobbe. Nello yiddish occidentale il termine che indica "pregare" è spesso oren, parola con chiare radici romanze — si veda per es. lo spagnolo ed il portoghese orar e il latino: orare.

### Il Minian (Quorum)
La preghiera individuale è considerata accettabile ma la preghiera con un quorum di dieci adulti - un minian - è la forma più altamente raccomandata di preghiera ed è obbligatoria per alcune preghiere. Un "adulto" in questo contesto significa di età superiore ai 13 anni (dopo il Bar mitzvah). L'ebraismo conta solo gli uomini nel minian per la preghiera formale, sulla base del fatto che non si conta chi non è obbligato a partecipare. Poiché la Torah esenta le donne da tutte le mitzvot (comandamenti) che richiedono tempi specifici del giorno esse non contano nel minian. L'ebraismo ortodosso segue ancora questo ragionamento ed esclude le donne dal minian.
Le congregazioni conservatrici dal 1973 hanno prevalentemente una situazione paritaria e contano le donne nel minian. Oggigiorno molte congregazioni conservatrici dispongono anche di rabbini e cantori femminili. Un minimo numero di congregazioni che si identificano come conservatrici hanno resistito a questi cambiamenti e continuano a escludere le donne dal minian. I Riformati e i Ricostruzionisti che considerano obbligatorio avere un minian la preghiera comunitaria, contano uomini e donne indiscriminatamente.
Vi è un'opinione tra i moderni ortodossi secondo cui le donne possono contare nel minian per alcune preghiere specifiche, and passim come l'elenco delle benedizioni ebraiche (Birkhat haGomel), che sia uomini che donne sono obbligati a dire pubblicamente.
In sinagoga gli oranti vengono incoraggiati individualmente a scegliersi un posto fisso (מקום קבוע, maqom qavua) ove ritornare per ogni funzione.

### Abbigliamento
- Copricapo. Nella maggioranza delle sinagoghe è considerato segno di rispetto che gli uomini indossino un copricapo, che può essere sia un normale cappello che una kippah (zucchetto, plur. kipot, nota anche col nome yiddish: yarmulke). È pratica comune sia per gli ebrei sia non ebrei che frequentano una sinagoga, indossare un copricapo.[32][33] Alcune sinagoghe conservatrici a volte incoraggiano (ma raramente obbligano) le donne a coprirsi la testa. Molti templi riformati e progressivi non richiedono ai propri fedeli di coprirsi la testa, sebbene si possa farlo per propria scelta. Gli ortodossi, ed alcuni conservatori, indossano un copricapo tutto il giorno, anche quando non stanno pregando, le donne ortodosse sposate coprono il capo poiché i capelli di una donna sposata sono considerati nudità.

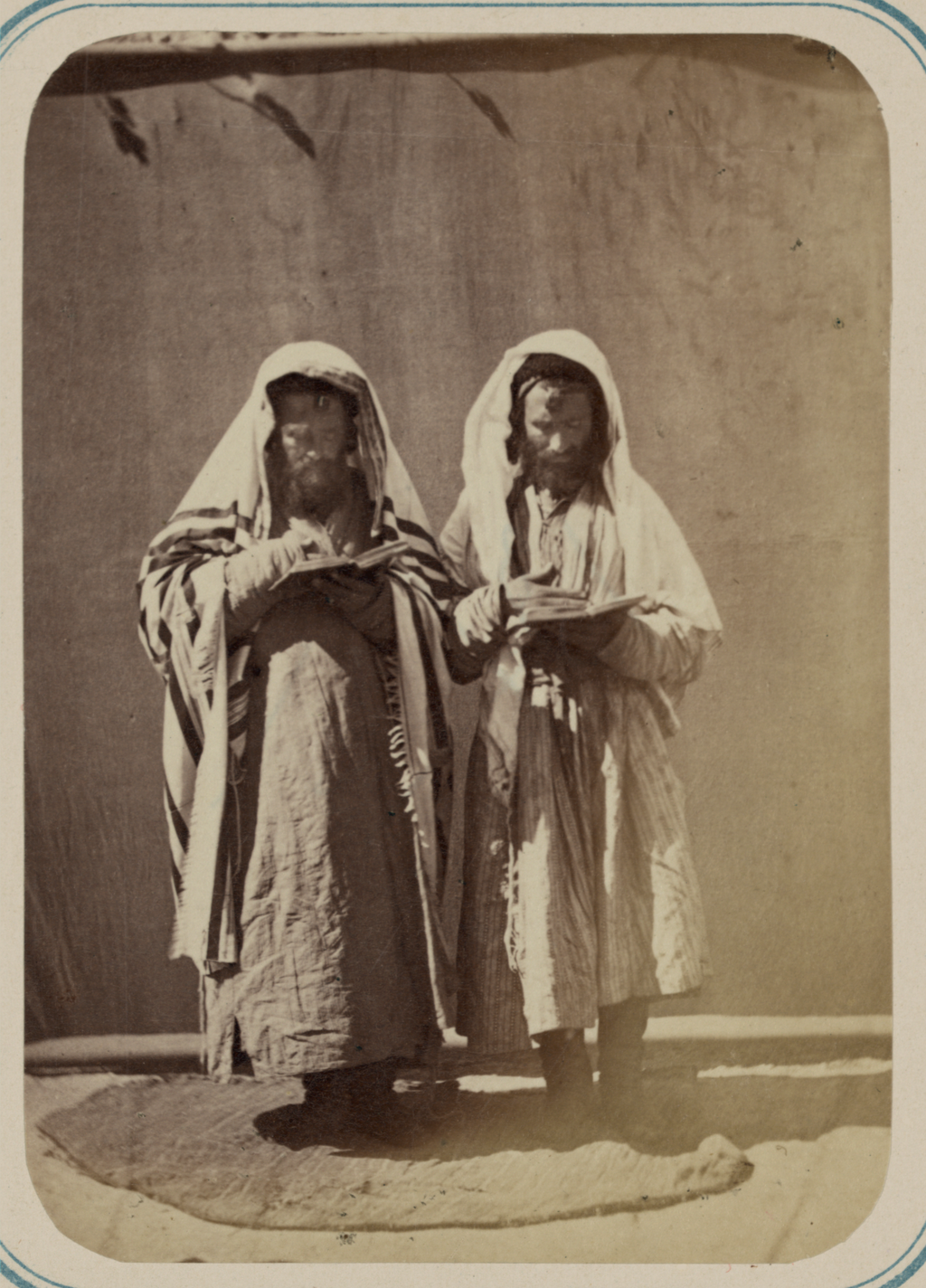
Ebrei di Samarcanda leggono i tehillim con addosso il tallit (1840–1888)

- Tallit (scialle di preghiera): viene indossato tradizionalmente durante i servizi religiosi di preghiera mattutina, durante l'Aliyah alla Torah, e anche durante tutta la giornata di Yom Kippur. Nelle sinagoghe ortodosse vengono indossati soltanto dagli ebrei maschi, mentre nelle sinagoghe conservatrici sono indossati sia da uomini che da donne. Nella maggioranza delle sinagoghe ortodosse ashkenazite sono indossati solo da uomini sposati,[34] solo gli ashkenaziti yekim (di rito tedesco) e gli ebrei italkim indossano il tallit dal bar mitzva, mentre i sefarditi indossano il tallit anche da bambini.
- Tefillin (filatteri): sono due piccoli astucci quadrati - anche chiamati battim, che significa 'casa' - di cuoio nero di un animale kosher, cioè puro, con cinghie fissate su un lato, contenenti scrolli di pergamena: ogni scatoletta contiene i quattro brani della Torah in cui viene ricordata la Mitzvah dei Tefillin - due di essi sono brani tratti dallo Shema Israel. Questi quattro brani sono scritti da uno scriba su un'unica pergamena per la Tefillah del braccio e su quattro pergamene separate, infilate in 4 scomparti appositamente realizzati all'interno della shel rosh, per la Tefillah della testa. Su due lati della tefillàh shel rosh è impressa la lettera shin. Alle cinghie dei due tefillin vengono praticati, per essere fissati al corpo, due nodi che riproducono due lettere che insieme formano la parola shaddai che significa 'l'Onnipotente'. Vengono indossati solo dagli uomini ebrei durante le preghiere settimanali della mattina. Però, in certe sinagoghe conservatrici anche le donne possono indossarli.
- Tzniut (modestia)[35]: osservata da uomini e donne. Nelle sinagoghe ortodosse, ci si aspetta che le donne indossino camicie a maniche lunghe (oltre il gomito), gonne lunghe (oltre le ginocchia), una scollatura alta (fino alla clavicola) e, se sposate, che coprano la testa con una parrucca, velo, cappello o loro combinazione. Per gli uomini niente calzoncini corti né camicie senza maniche. In alcune sinagoghe conservatrici l'abbigliamento può essere più permissivo, ma sempre decoroso.

## Preghiere quotidiane

### Shacharit (preghiere mattutine)
La preghiera Shacharit (da shachar, luce mattutina) viene recitata al mattino. La Halakhah limita una parte delle rispettive recitazioni alle prime tre ore del giorno per la Shemà o alle quattro ore per l'Amidah, dove le "ore" sono 1/12 del tempo del giorno (opposto alla notte), facendo quindi dipendere gli orari dalle stagioni.
Varie preghiere sono recitate appena alzati; in quel momento viene indossato il tallit katan (indumento con tzitzit, frange). Il tallit (grande scialle di preghiera) si indossa prima o durante il servizio di preghiera vera e propria, come anche i tefillin (filatteri). Entrambi gli indumenti sono accompagnati da benedizioni.
Il servizio inizia con le "benedizioni del mattino" (birkot ha-Shachar), comprese le benedizioni della Torah (considerate le più importanti). Nei servizi ortodossi queste sono seguite da una serie di letture prese dagli scritti biblici e rabbinici, che ricordano le offerte fatte al Tempio di Gerusalemme. La sezione si conclude con il "Kaddish dei rabbini" (kaddish de-rabbanan).
La successiva sessione di preghiere mattutine si chiama Pesukei D'Zimrah ("versi di lode"), con numerosi Salmi (100 e 145–150) e preghiere (come la yehi chevod) prese da un insieme di passi biblici, seguite da Esodo 15:1-15:18, 14 e 15.
Barechu, la chiamata alla preghiera pubblica formale, introduce una serie di lunghe benedizioni che abbracciano tutta la recita dello Shema Israel. Si prosegue quindi con un nucleo di preghiere specifiche: la Amidah o Shemoneh Esreh - una serie di 19 benedizioni. La parte successiva del servizio è il Tachanun (Supplica), che si omette nei giorni di carattere festoso (e che i Riformati omettono completamente).
Il lunedì e il giovedì si include un servizio di lettura della Torah e una versione più lunga del Tachanun. Seguono le preghiere conclusive (cfr. Uva Letzion) e Aleinu, con il Kaddish funebre generalmente dopo Aleinu.

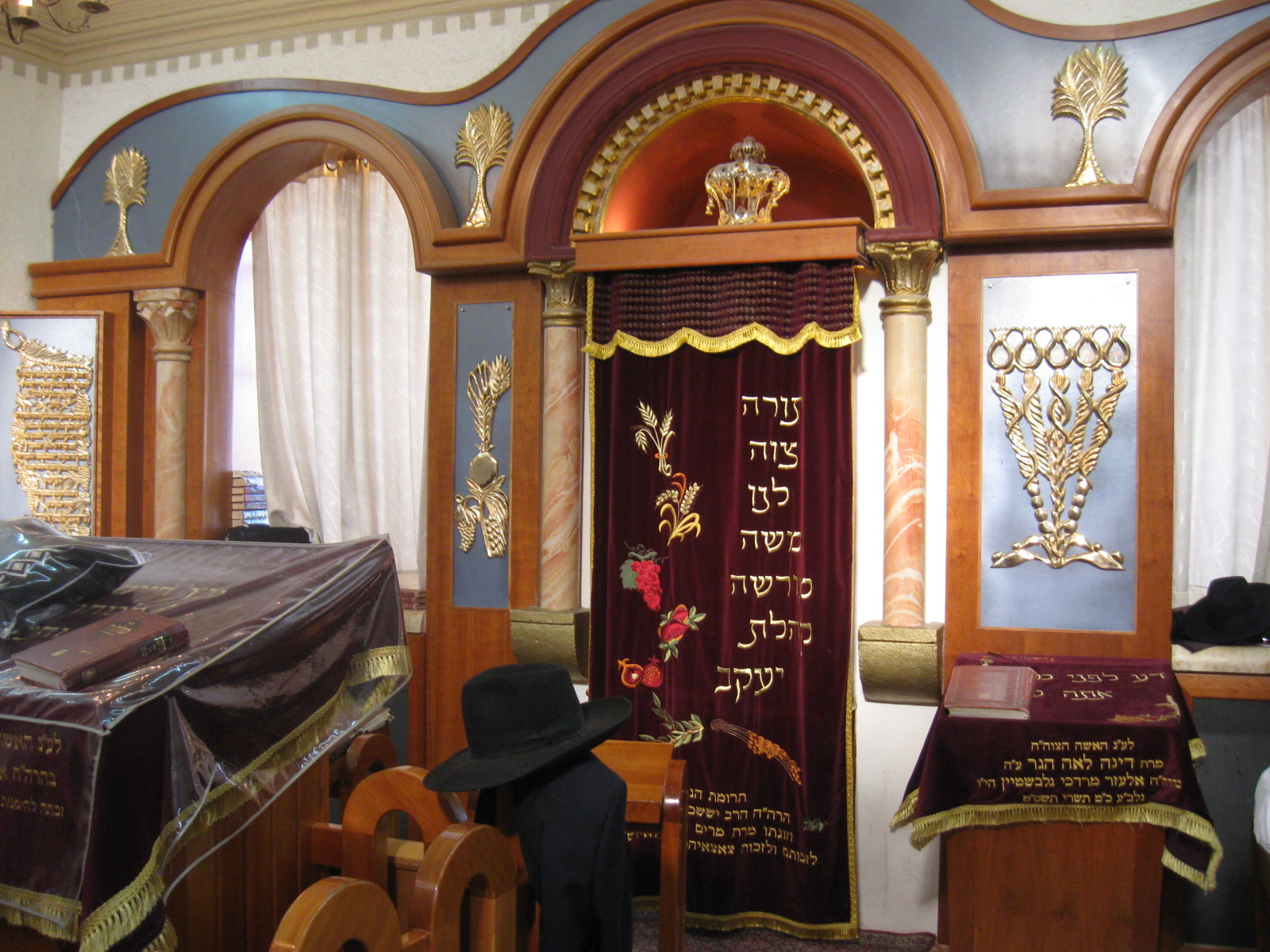
Interno di sinagoga ortodossa

### Mincha (preghiere pomeridiane)
Minchah o Minha (derivata dalla farina che accompagnava ogni sacrificio) può esser recitata a partire da mezz'ora dopo il mezzogiorno halakhico. Questo orario viene usualmente chiamato mincha gedola (la "grande mincha"). Viene recitato preferibilmente dopo mincha ketana (2,5 ore halakhiche prima del tramonto). Idealmente si dovrebbero completare tutte le preghiere prima del calar del sole sebbene molte autorità permettano che Arvit sia recitata fino a notte inoltrata.
Gli ebrei sefarditi e gli ebrei italiani iniziano le preghiere Mincha col Salmo 84 e Korbanot 28:1-8, per continuare poi con il Pittum hakketoret. La sessione di apertura si conclude con Malachia 3:4. Gli ashkenaziti occidentali recitano solo i Korbanot.
Viene poi recitato Ashrei, che contiene versi dai Salmi 84:5, 144:15 e tutto il Salmo 145, subito seguito da Chatzi Kaddish (metà-Kaddish) e Shemoneh Esreh (o Amidah). Si prosegue con Tachanun, supplicazioni, e poi con tutto il Kaddish. I sefarditi inseriscono Salmo 67 o 93, poi il Kaddish funebre. Segue, nei riti moderni, l‘Aleinu.  Nel Tisha b'Av si indossano tallit e tefillin durante la Mincha.  I conduttori del servizio pubblico spesso portano il tallit anche nei giorni normali e devono indossarlo durante i digiuni (Ta‘anit).

### Ma'ariv/Arvit (vespro)
In molte congregazioni le preghiere pomeridiane e serali sono recitate in successione durante il giorno lavorativo per evitare che le persone debbano andare in sinagoga due volte. Il Gaon di Vilna scoraggiava questa pratica e i seguaci della sua tradizione di solito aspettano fin dopo il tramonto a recitare Ma‘ariv (il nome deriva dalla parola ebraica "tramonto").
Il servizio inizia con Barechu, la chiamata alla preghiera pubblica formale, e Shema Israel accompagnata da due benedizioni prima e due dopo. Gli ashkenaziti fuori di Israele (ad eccezione di Chabad-Lubavitch e dei seguaci del Gaon di Vilna), aggiungono poi un'altra benedizione (Baruch Adonai le-Olam), che è composta da un insieme di passi biblici (questa preghiera è anche detta dagli ebrei yemeniti Baladi, dentro e fuori Israele). Si prosegue con metà-Kaddish e col Shemoneh Esreh (Amidah), con il Kaddish completo a seguire. I sefarditi poi declamano il Salmo 121, recitano il Kaddish funebre e ripetono il Barechu prima di concludere con l‘Aleinu. Gli ashkenaziti della diaspora non dicono né il Salmo 121, né ripetono il Barechu ma concludono con l‘Aleinu seguito dal Kaddish funebre (in Israele però gli ashkenaziti ripetono il Barechu dopo il Kaddish).

## Preghiera dello Shabbat

### Venerdì sera
Il servizio dello Shabbat inizia venerdì sera con la Mincha settimanale (c.s.), seguita in certe comunità dal Cantico dei Cantici e poi, nella maggioranza delle comunità, dal Kabbalat Shabbat, il preludio mistico del servizio dello Shabbat composto dai cabalisti del XVI secolo. Tale termine ebraico significa letteralmente "Ricevendo il Sabbath". In molte comunità, il piyyut Yedid Nefesh introduce le preghiere del Kabbalat Shabbat.
Kabbalat Shabbat è composta da sei Salmi, eccetto che per molti ebrei italiani e spagnoli, e sono i Salmi dal 95 al 99 e anche il 29, che rappresentano i sei giorni settimanali. Poi viene la poesia Lekha Dodi. Composta da Rabbi Shlomo Halevi Alkabetz a metà del XVI secolo, si basa sulla parole del saggio talmudista Hanina: "Andiamo, su andiamo ad incontrare la Regina Shabbat" (Talmud Shabbat 119a). Kabbalat Shabbat si conclude col Salmo 92 (la cui recita costituisce l'accettazione dello Shabbat con tutti i suoi obblighi) e 93. Molti aggiungono qui una sezione di studio, che comprende Bameh Madlikin e Amar rabbi El'azar ed il finale Kaddish deRabbanan, poi segue il servizio Maariv; altre comunità pospongono la sessione di studio a dopo il Maariv. Altre usanze aggiungono un passo della Zohar. Nei tempi moderni molti compositori hanno scritto musica per il Kabbalat Shabbat compreso il compositore americano Robert Strassburg e Samuel Adler
La sezione Shema Israel del venerdì sera varia in certi particolari dal servizio settimanale — principalmente alla fine della preghiera Hashkivenu e con l'omissione della preghiera Baruch Adonai le-Olam in quelle tradizioni dove questa sezione è di solito recitata. Anche nel rito italiano ci sono diverse versioni della preghiera Ma'ariv 'aravim (che inizia con asher killah il venerdì sera) e della Ahavat 'olam.
La maggior parte degli ebrei a questo punto iniziano a commemorare lo Shabbat, con VeShameru (31:16-17). L'usanza di recitare questo passo biblico in questo momento ha le sue origini nella Cabala luriana e non appare prima del XVI secolo. È quindi assente dalle tradizioni e libri di preghiera meno influenzati dalla Cabala (come quella degli ebrei yemeniti Baladi), o quelli che si opponevano all'aggiunta di letture al siddur basate sulla Cabala (come il Gaon di Vilna).
L'Amidah dello Shabbat è abbreviata e letta una volta integralmente. Poi viene seguita da una breve ripetizione da parte dello chazzan dell'Amidah Magen Avot, un sommario di sette benedizioni. Di seguito, in alcune sinagoghe ashkenazite ortodosse, si legge il secondo capitolo del trattato "Shabbat" della Mishnah, il Bameh Madlikin, che molti invece leggono prima. Il Kiddush è recitato nelle sinagoghe ashkenazite ed in alcune comunità sefardite. Il servizio prosegue con l'Aleinu. La maggioranza delle sinagoghe sefardite e molte ashkenazite finiscono la liturgia cantando lo Yigdal, un adattamento poetico dei 13 principi di fede di Maimonides.Vedi colonna destra Altre sinagoghe ashkenazite invece concludono con Adon Olam.

### Shacharit
Le preghiere mattutine dello Shabbat iniziano come per gli altri giorni della settimana. Si omette il salmo 100 (Mizmor LeTodah, il salmo dell'offerta di ringraziamento) degli inni, perché il todah o Offerta di Ringraziamento non poteva esser offerta di sabato ai tempi del Tempio di Gerusalemme. Al suo posto si recita (secondo la tradizione ashkenazita) il Salmo 19, 34, 90, 91, 135, 136, 33, 92, 93. Gli ebrei sefarditi mantengono un ordine liturgico diverso, aggiungendo numerosi salmi e due poesie religiose. La preghiera Nishmat viene recitata alla fine del Pesukei D'Zimrah. Le benedizioni prima della Shemà sono estese e includono l'inno El Adon, che è spesso cantato in coro.
La quarta benedizione dell'Amidah Shacharit inizia con Yismach Moshe. Lo scrollo della Torah è estratto dall'Arca e se ne legge la porzione settimanale (Parsha), seguita dalla haftarah.
Dopo la lettura della Torah vengono recitate tre preghiere per la comunità. Due preghiere, che iniziano con Yekum Purkan, composto in Babilonia in aramaico, sono simili al successivo Mi sheberakh, una benedizione per i dirigenti e sostenitori della sinagoga. I sefarditi omettono gran parte della Yekum Purkan. Vengono poi recitate (in alcune comunità) le preghiere per il governo del paese, per la pace e per lo Stato di Israele.
Dopo queste preghiere si ripete Ashrei e si ripone lo scrollo della Torah nell'Arca in una processione attraverso la sinagoga. Molte congregazioni permettono ai bambini di venire avanti a baciare lo scrollo che passa. In molte comunità ortodosse a questo punto il rabbino (o un erudito membro della congregazione) pronuncia un sermone, di solito sul tema della lettura di Torah fatta precedentemente. Nelle yeshivot il sermone è di solito fatto nella notte del sabato.

### Mussaf
Il servizio Musaf inizia con la recitazione silenziosa della Amidah. È poi seguita da una seconda recitazione corale che include una lettura aggiuntiva nota come Qedushah. Si prosegue con la lettura Tikanta Shabbat sulla santità dello Shabbat e poi si legge il Libro dei Numeri sui sacrifici che si usava fare presso il Tempio di Gerusalemme. Poi vengono in successione: Yismechu, "Gioiranno della Tua Sovranità", Eloheynu, "Nostro Dio e Dio dei nostri padri, possa Tu esser soddisfatto del nostro riposo", e Retzei, "Sii favorevole, nostro Dio, verso il tuo popolo d'Israele e la loro preghiera e ripristina il culto nel Tuo Tempio".
Dopo l'Amidah viene tutto il Kaddish seguito da Ein keloheinu. Nell'ebraismo ortodosso questo è seguito da una lettura del Talmud sull'offerta dell'incenso chiamata Pittum Haketoreth e da quei salmi quotidiani usualmente recitati nel Tempio di Gerusalemme. Queste letture sono di solito omesse dagli ebrei conservatori e sono sempre omesse dagli ebrei riformati.
Il servizio Musaf culmina col Kaddish del rabbino, l'Aleinu e poi il Kaddish funebre. Alcune sinagoghe concludono con la lettura di An‘im Zemirot, "Inno della Gloria", Kaddish funebre, il Salmo del giorno e Adon Olam o Yigdal.

### Mincha
Mincha comincia con Ashrei (c.s.) e la preghiera Uva letzion, dopodiché si legge dallo scrollo la prima sezione della porzione settimanale di Torah. L'Amidah segue la stessa procedura delle altre preghiere Amidah del sabato, con la benedizione intermediaria che inizia con Attah Echad.
Dopo Mincha, nei Sabati invernali (da Sukkot a Pesach), in alcune tradizioni si recitano Barekhi Nafshi (Salmi 104, 120-134). Durante i Sabati estivi (da Pesach a Rosh haShanah) invece di Barekhi Nafshi si recitano dei capitoli dal Pirkei Avot, uno per ogni sabato in ordine consecutivo.

### Ma'ariv
Il Ma'ariv settimanale si recita la sera che segue lo Shabbat, concludendo con Vihi No'am, Ve-Yitten lekha e Havdalah.

## Osservanze e circostanze speciali

### Rosh haShana e Yom Kippur
I servizi liturgici delle Grandi Festività — Rosh haShana e Yom Kippur — sono caratterizzati da un tono molto solenne, come si addice a questi importanti giorni santi. Si usano quindi preghiere dal tono solenne.
Il servizio musaf di Rosh haShana ha nove benedizioni: le tre benedizioni intermediarie includono i passi biblici che declamano la Sovranità e la rimembranza, anche con lo shofar che viene suonato 100 volte durante la funzione.
Yom Kippur è l'unico giorno dell'anno in cui si officiano cinque servizi di preghiera. Il servizio serale, che contiene la preghiera del Ma'ariv, è comunemente nota come "Kol Nidre", la dichiarazione di apertura che precede la preghiera stessa. Durante la luce del giorno (cioè prima del tramonto) si recitano in successione shacharit, musaf, che si recita anche a Shabbat e nelle feste, mincha e, mentre il sole comincia a tramontare, si recita la Ne'ila l'unica volta dell'anno.

#### Testo del Kol Nidre
Il seguente è il testo in aramaico del Kol Nidrei che, con l'eccezione della riga che connette l'un l'altro i giorni dell'Espiazione (come segnato), è praticamente identico sia per gli ashkenaziti che per i sefarditi; nel rito italiano è invece d'uso una versione in ebraico (Kol Nedarim)  - con allegata glossa in italiano:
| Testo aramaico (HE) | Glossa in italiano |
| --- | --- |
| כָּל נִדְרֵי, וֶאֱסָרֵי, וּשְבוּעֵי, וַחֲרָמֵי, וְקוֹנָמֵי, וְקוּנָסֵי, וְכִנוּיֵי, דְאִנְַרְנָא, וּדְאִשְתַּבַּעְנָא, וּדְאַחֲרִמְנָא עַל נַפְשָׁתָנָא. •מִיוֹם כִּפּוּרִים שֶׁעָבַר עַד יוֹם כִּפּוּרִים זֶה, וּ־־• ♦מִיוֹם כִּפּוּרִם זֶה עַד יוֹם כִּפּוּרִים הַבָּא עָלֵינוּ לְטוֹבָה.♦ בְּכֻלְהוֹן אִחֲרַטְנָא בְהוֹן. כֻּלְהוֹן יְהוֹן שָׁרָן, שְׁבִיקין, שְׁבִיתִין, בְּטֵלִן וּמְבֻטָלִין, לָא שְׁרִירִין, וְלָא קַיָמִין. נִדְרָנָא לָא נִדְרֵי, וֶאֱסָרָנָא לָא אֱסָרֵי, וּשְׁבוּעָתָנָא לָא שְׁבוּעוֹת. | Tutti i voti, o impegni o consacrazioni o scomuniche o giuramenti o obbligazioni e qualsiasi termine sinonimo che potessimo aver pronunziato o giurato o consacrato o proibito per noi, • dal precedente giorno del digiuno di Espiazione fino a questo giorno del digiuno di Espiazione e...• ♦ da questo giorno del digiuno di Espiazione fino al giorno del digiuno di Espiazione che verrà per nostro beneficio. ♦ noi vi ritrattiamo con la presente dichiarazione dinanzi al nostro Padre celeste, se pronunziammo voto si consideri come non emesso, altrettanto dicasi per qualsiasi impegno, consacrazione scomunica giuramento obbligazione; sia annullato totalmente il voto, l'impegno, la consacrazione, la scomunica, il giuramento, l'obbligazione. Annullati i voti gl'impegni, le consacrazioni, le scomuniche i giuramenti, le obbligazioni, invochiamo remissione, perdono espiazione per tutti i nostri peccati. Conforme a quanto è scritto: sarà perdonato a tutta la congregazione dei figli d'Israele, e al forestiero che dimora in mezzo a loro perché tutto il popolo commise la cosa per errore. |

### Pesach, Shavuot e Sukkot
I servizi liturgici delle tre festività di Pesach ("Pasqua"), Shavuot ("Festa delle Settimane" o "Pentecoste"), e Sukkot ("Festa dei Tabernacoli/Capanne") sono simili, eccetto che per letture e riferimenti interpolati nei singoli festival. I preliminari e le conclusioni delle preghiere sono gli stessi dello Shabbat. L'Amidah di queste festività contiene solo sette benedizioni e la principale è Attah Bechartanu. Segue Hallel (recitazione in coro dei Salmi 113-118).
Il servizio Musaf comprende Umi-Penei Hata'enu, con riferimento alla festività speciale e ai sacrifici del Tempio di Gerusalemme per l'occasione. Una benedizione sacerdotale dal pulpito ("dukhen") viene impartita dal "Kohen" (sacerdote ebreo) durante l'Amidah (questo accade tutti i giorni in Israele e nelle congregazioni sefardite, ma nelle congregazioni ashkenazite della diaspora solo per Pesach, Shavuot, Sukkot, Rosh haShanah e Yom Kippur). Nei giorni feriali e sabato, la benedizione sacerdotale viene recitata dal chazzan dopo la preghiera Modim ("Ringraziamento").

### Preghiere dimenticate
Nel caso in cui una preghiera sia stata inavvertitamente dimenticata, si recita la preghiera Amidah due volte nel successivo servizio - una procedura nota come tefillat tashlumin.

## Modi di pregare
Molti ebrei oscillano il corpo avanti e indietro durante la preghiera. Questa pratica (nota come shoklen in yiddish) non è obbligatoria e in effetti il cabalista Isaac Luria ritenne che non doveva essere eseguita. Al contrario, l'autorità tedesca medievale Yaakov ben Moshe Levi Moelin (Rabbi Jacob Molin) collegava la pratica ad una dichiarazione del Talmud che afferma che il saggio tanna Rabbi Akiva, quando pregava, oscillava con tanta forza che finiva sempre dall'altra parte della stanza..
In molte comunità vengono offerti soldi per oblazioni di carità (tzedakah - tradotto approssimativamente come "giustizia economica") durante o appena prima dei servizi mattutini e pomeridiani.

## Ruolo delle donne

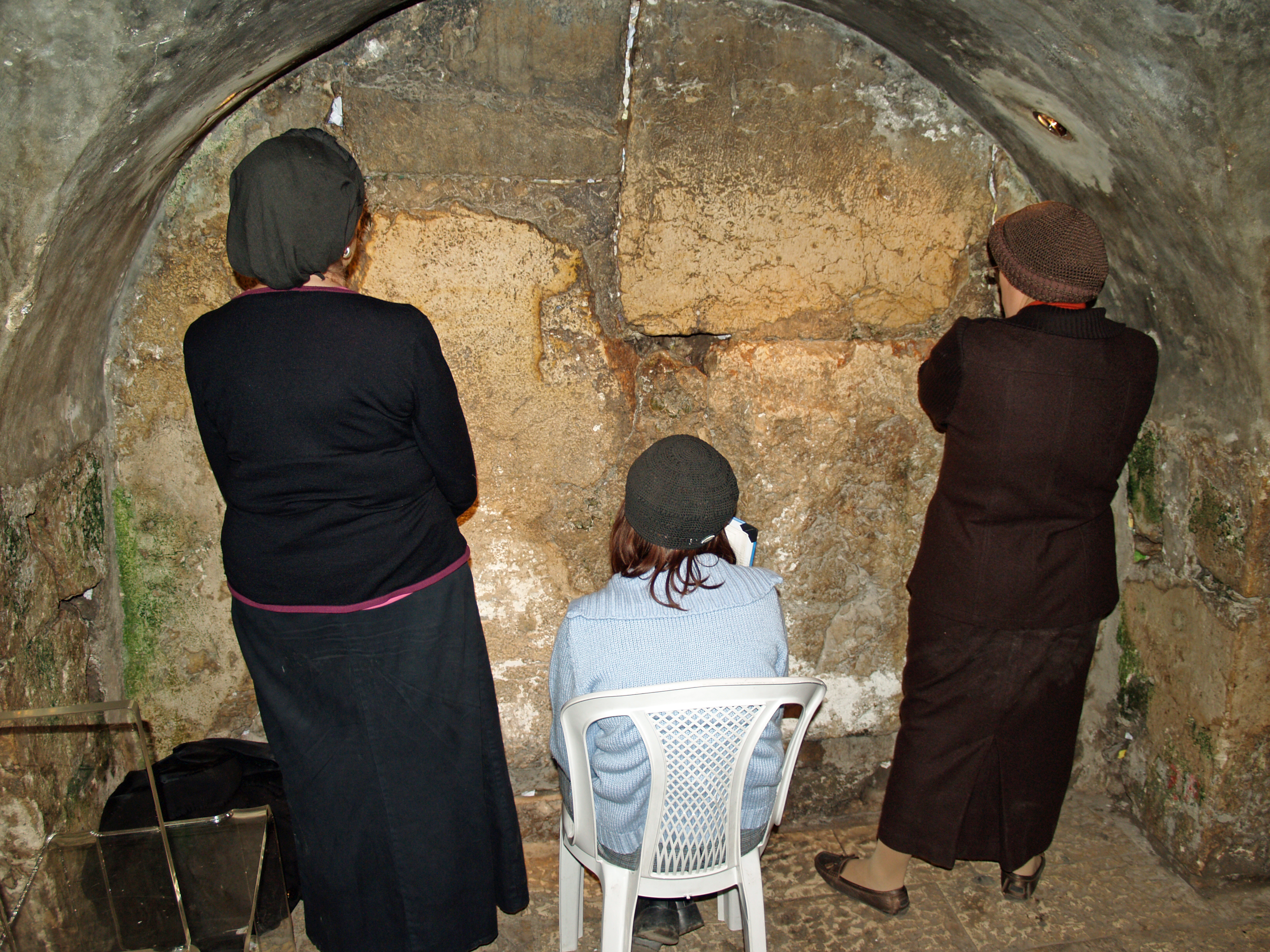
Donne che pregano dentro il tunnel del Muro Occidentale, nel punto fisicamente più vicino al Santo dei Santi

Gli uomini sono obbligati a svolgere la preghiera pubblica tre volte al giorno, con i servizi aggiuntivi durante le festività ebraiche. Secondo la legge ebraica ogni preghiera deve essere eseguita in intervalli di tempo specifici, in base al periodo dei sacrifici al Tempio di Gerusalemme quando tali preghiere venivano recitate.
Secondo il Talmud le donne sono generalmente esenti dagli obblighi che devono essere rispettati in un determinato momento/periodo. Le autorità ortodosse hanno generalmente interpretato tale esenzione a motivo della più elevata spiritualità delle donne che quindi non hanno necessità di rivolgersi a Dio in momenti specifici, dato che sono sempre congiunte con Lui. In conformità con l'esenzione generale dagli obblighi legati al tempo di preghiera, la maggior parte delle autorità ortodosse hanno esentato le donne dallo svolgere le preghiere serali (Maariv) ma affermano anche che le donne dovrebbero però osservare Shacharit e Mincha, rispettivamente le preghiere del mattino e del pomeriggio.
Le autorità ortodosse sono state attente a far notare che, sebbene le donne siano state esentate dal pregare in orari prestabiliti, non sono però esenti dall'obbligo della preghiera stessa. Il posek del XIX secolo Yechiel Michel Epstein, autore dell‘Arukh HaShulkhan, osserva: "Anche se i rabbini hanno fissato la preghiera ad orari prestabiliti in un linguaggio prestabilito, non era però loro intenzione di fare un'eccezione ed esentare le donne da questo atto rituale".
Le autorità religiose ebraiche sono in disaccordo in merito al numero minimo di preghiere che le donne dovrebbero recitare. Molti si associano alla decisione del rabbino ashkenazita Avraham Gombiner nel suo commentario Maghen Avraham dello Shulchan Aruch, e più recentemente quella di Rabbi Ovadia Yosef (Yabiah Omer vol. 6, 17), secondo cui le donne sono solo obbligate a pregare una volta al giorno, in qualsiasi forma scelgano, basta che la preghiera contenga la lode di brakhot, la supplica bakashot e il ringraziamento hodot. Inoltre non tutti gli ortodossi sono d'accordo sul fatto che le donne siano esentate completamente dal pregare in tempi specifici. La Mishnah Berurah (ebraico: משנה ברורה "Insegnamento Chiarificatore") di Rabbi Yisrael Meir Kagan, un importante codice ashkenazita di Legge ebraica, asserisce che gli "Uomini della Grande Assemblea" obbligavano le donne a recitare le preghiere Shacharit (mattina) e Minchah (pomeriggio) ogni giorno, "proprio come gli uomini". La Mishnah Berurah dice anche che, sebbene le donne siano esenti dal recitare lo Shema Israel, devono comunque recitarlo. Tutte le denominazioni ebraiche sono tuttavia d'accordo che le donne non contano per formare una minian di preghiera.
Nel corso di tutta la storia dell'ebraismo ortodosso, comprese le sue forme più liberali, uomini e donne sono sempre stati separati nei luoghi di preghiera, seduti in sezioni divise da una mechitza (partizione, ebraico: מחיצה, plur.: מחיצות, mechitzot) che li separa. L'ebraismo conservatore e masorti consente posti misti (quasi universalmente negli Stati Uniti, ma non in tutti gli altri paesi). Tutte le congregazioni riformate e ricostruzioniste hanno posti misti.

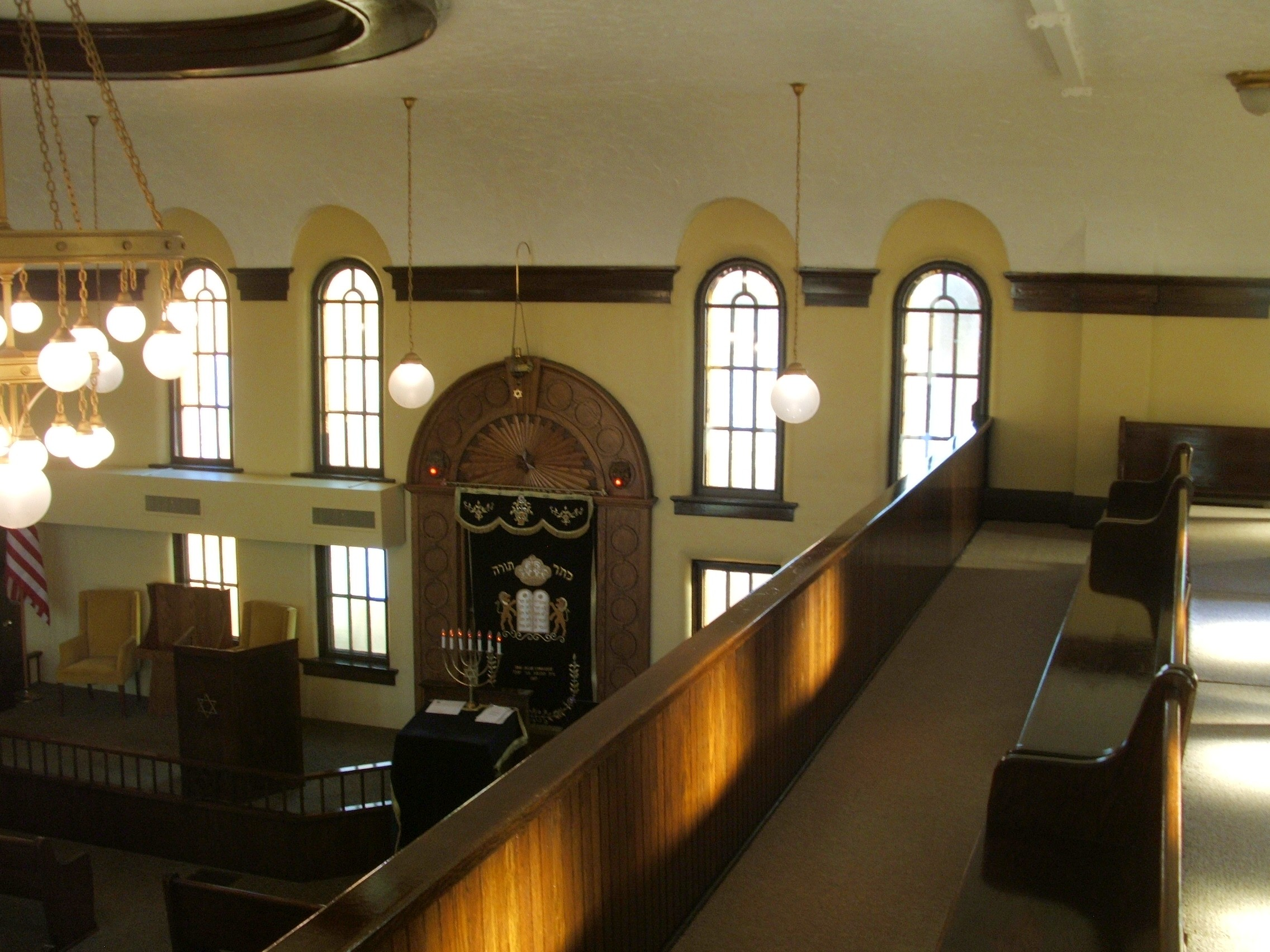
La mechitza della sinagoga B'Nai Jacob (Ottumwa, Iowa), vista dalla balconata delle donne

Il problema della separazione dei sessi durante la preghiera ha causato molti dibattiti e controversie nel mondo ebraico. Una quantità di ragioni sono state fornite per questa separazione nei luoghi di preghiera. Una delle più note è quella che asserisce che la voce femminile è una distrazione (sessuale) per gli uomini in preghiera. La mechitza viene anche usata per non far sentire esclusi gli uomini celibi - noi ci avviciniamo a Dio come individui e non come sposi o compagni - e prevenire un'atmosfera di socializzazione.
Gli ebrei Haredi e gran parte dell'Ebraismo Ortodosso Moderno hanno divieto di far condurre funzioni liturgiche congregazionali e pubbliche alle donne ma l'ebraismo conservatore ha sviluppato una giustificazione affinché le donne possano condurre tutte o quasi tutte tali preghiere, ritenendo che anche se solo gli individui obbligati alla preghiera possano guidarla e le donne non fossero tradizionalmente obbligate, le donne ebree conservatrici in tempi moderni e come unità collettiva, si sono volontariamente impegnate in tale obbligo. Congregazioni riformate e ricostruzioniste permettono alle donne di officiare tutti i ruoli liturgici di preghiera, poiché non ritengono che l'Halakhah sia vincolante.

## Ruolo dei minori
Nella maggior parte delle correnti ebraiche i ragazzi prima del Bar mitzvah non possono officiare come chazzan nei servizi di preghiera che contengono devarim sheb'kidusha, cioè  Kaddish, Barechu, Amida, ecc. - o ricevere un'aliya (invito ad andare al podio della sinagoga a leggere una porzione di Torah) o cantare la Torah per la congregazione. Dal momento che il servizio Kabbalat Shabbat del venerdì sera è composto solo di salmi e non contiene devarim sheb'kidusha, è permesso ad un ragazzo di minor età (prima del suo Bar Mitzvah) di condurre la funzione fino al Barechu di Ma'ariv. Alcuni ebrei orientali lasciano che i ragazzi leggano la Torah prima del loro Bar Mitzvah.

## Paralleli cristiani con la preghiera ebraica
Secondo una nota massima, i cristiani possono entrare in una sinagoga e confermare praticamente tutto quello che vi viene detto, perché le preghiere ebraiche lodano e ringraziano Dio; ma gli ebrei non possono entrare in una chiesa cristiana e confermare quello che vi viene detto, perché le preghiere cristiane invocano Gesù come se fosse Dio. Sebbene ciò sia sostanzialmente vero, si possono tuttavia trovare temi paralleli nei servizi di preghiera di entrambe le fedi.
Gran parte della liturgia cristiana si basa su modelli ebraici. Sia nei servizi di culto cattolici che nei servizi di preghiera ebraici, esiste un Salmo particolare associato ad un giorno particolare. L'uso estensivo dei Salmi ebraici nella liturgia cristiana comprova il nesso tra liturgia cristiana ed ebraica. Persino la preghiera cristiana più famosa, il Padre nostro (Matteo 6,9-13), si basa su fonti ebraiche - quasi ogni frase della preghiera ha un parallelo nella letteratura ebraica. L'invocazione iniziale, "Padre nostro, che sei nei cieli", si ritrova in alcune delle benedizioni dell'Amidah e nella liturgia delle Festività ebraiche. Molti studiosi hanno inoltre indicato lo stretto rapporto tra il Padre nostro e la preghiera Kaddish, che inizia: "Sia santificato il nome di Dio nel mondo che Dio ha creato, secondo la Sua volontà, e possa venire il Suo Regno... prontamente e in un tempo vicino." Nello stesso modo, entrambe le preghiere parlano dell'avvento di un mondo migliore sotto la provvidenza di Dio.
Oltre ai dettagli particolari, si deve notare che le categorie basilari di preghiera – preghiere di supplica, preghiere di ringraziamento, e preghiere di confessione (sebbene limitate nell'ebraismo) - sono le stesse in entrambe le fedi. Ciò riflette alcuni tratti umani universali - esiste solo un dato numero di modi di rivolgersi a Dio - ma riflette anche l'origine ebraica della Chiesa. In quegli aspetti della preghiera cristiana che non si concentrano sulla divinità di Gesù o la sua passione, si riscontrano un analogo linguaggio e un analogo desiderio di entrare in contatto con il Dio di tutti.